# Calicnemia haksik
Calicnemia haksik – gatunek ważki z rodziny pióronogowatych (Platycnemididae).